# کره‌ای‌سازی
کره ای سازی (به انگلیسی: Koreanization)در مفهوم معاصر خود، به فرآیند تغییر فرهنگی و زبانی اطلاق می‌شود که طی آن افراد یا گروه‌ها زبان و فرهنگ کره‌ای را اتخاذ می‌کنند. دیوید تیزارد این مفهوم را به عنوان "فرآیند اتخاذ ویژگی‌ها یا رفتارهای خاص ریشه در فرهنگ و جامعه کره" تعریف می‌کند که اغلب شامل تغییرات ظریف و ناخودآگاه در عادات و رفتارهای افراد است.

## امپراتوری گوگوریو
گوگوریویی سازی (با شکلی که توسط ویکی پدیای انگلیسی ارائه شده : Koguryŏ-ization)نمونه ای بارز از کره ای سازی است و به فرایندی از گوگوریویی کردن سرزمین های فتح شده و جمعیت های ادغام شده تحت یک هویت یکپارچه(۳۷پ.م-۶۶۸.م) میگویند،که شامل تاثیر در فرهنگ و هنجارهای اجتماعی میشود.این فرایند شباهت های بسیاری به چینی سازی و رومی سازی دارد؛یکی از بارز ترین نمونه ها ژنرال قیسی بیو (Qisi Biyu) ژنرال اهل بایشان موهه است که پناهنده گوگوریو بود و بعداً در تأسیس پادشاهی بالهه به دائه جویونگ کمک کرد.
امپراتوری گوگوریو، یکی از پنج قدرت برجسته در شرق آسیا، نفوذ قابل توجهی بر قلمرو وسیعی شامل شمال شبه جزیره کره و بخش های قابل توجهی از منچوری اعمال کرد.موقعیت استراتژیک و توانایی های نظامی قدرتمند آن، این امپراتوری را به یک بازیگر کلیدی در پویایی های منطقه ای تبدیل کرد و در روابط پیچیده ای با پادشاهی های همسایه و امپراتوری های قدرتمند چین درگیر شد.درک سازوکارهای داخلی و طرح های خارجی این نفوذ برای درک توسعه تاریخی شرق آسیا بسیار مهم است. هدف این گزارش تعریف و توضیح مفهوم گوگوریو-سازی در رابطه با امپراتوری گوگوریو، بررسی مظاهر مختلف آن و میراث ماندگار آن است.

### تاریخچه
امپراتوری گوگوریو، ریشه های سنتی خود را در سال 37 قبل از میلاد توسط دونگمیونگ، که با نام جومونگ نیز شناخته می شود، می یابد. چهره ای که منشأ آن در اسطوره و افسانه غوطه ور است و اغلب با پادشاهی بویو واقع در منچوری مرتبط است. این روایات بنیانگذار اغلب جومونگ را با صفات الهی یا نیمه الهی به تصویر می کشند و نقش او را در متحد کردن گروه های قبیله ای مختلف برجسته می کنند.. ارتباط با بویو نشان دهنده یک رابطه فرهنگی و احتمالاً زبانی اولیه است که بر توسعه اولیه گوگوریو تأثیر گذاشت. دولت رسمی گوگوریو از کنفدراسیونی از پنج قبیله برجسته جنگجوی سوارکار واقع در حوضه رودخانه یالو پدید آمد. این قبایل، از جمله سونو و گیئرو، در ابتدا درجه ای از خودمختاری را حفظ کردند، اما قدرت به تدریج متمرکز شد و قبیله گیرو در نهایت برتری یافت.پایتخت های اولیه گوگوریو جولبون بویو و متعاقباً گونگنا، که به طور استراتژیک در منطقه رودخانه یالو واقع شده بودند، بر اهمیت اولیه این منطقه برای پادشاهی نوپا تأکید می کنند.جابجایی پایتخت در طول زمان اغلب منعکس کننده تغییرات در اولویت های سیاسی و ملاحظات استراتژیک با گسترش پادشاهی بود.

### تعریف
گوگوریویی-سازی را می توان به عنوان فرآیندی پیچیده و چندوجهی تعریف کرد که از طریق آن دولت گوگوریو و مردم آن نفوذ فرهنگی، سیاسی، اجتماعی و اداری خود را بر سرزمین های فتح شده، جمعیت های ادغام شده و نهادهای همسایه اعمال کردند.این فرآیند شامل طیفی از اقدامات، از اجرای عمدی سیاست های دولتی با هدف تقویت وحدت و کنترل گرفته تا انتشار تدریجی و ارگانیک تر هنجارها و شیوه های فرهنگی گوگوریو ناشی از تعامل و سلطه طولانی مدت بود [بینش]. شایان ذکر است که تفسیر این پدیده می تواند متفاوت باشد، به ویژه با توجه به بحث های تاریخی جاری پیرامون امپراتوری گوگوریو و جایگاه آن در تاریخ منطقه. روایت های ملی و دیدگاه های علمی از مناطق مختلف ممکن است دیدگاه های ظریف و گاه متضادی در مورد ماهیت و میزان گوگوریو-سازی ارائه دهند. بررسی این مفهوم مستلزم بررسی دقیق این تفاسیر متنوع برای دستیابی به درک متعادل و جامع است. در حالی که می توان شباهت هایی با سایر فرآیندهای تاریخی ادغام فرهنگی و سیاسی، مانند رومی سازی یا چینی سازی، ترسیم کرد، زمینه خاص امپراتوری گوگوریو و تعاملات منحصر به فرد آن در شمال شرق آسیا، مستلزم تجزیه و تحلیل متمرکز از ویژگی ها و نتایج خاص آن است.

### آغاز تغییرات
در طول قرون بعد، امپراتوری گوگوریو مسیر گسترش ارضی قابل توجهی را در سراسر منچوری و شمال شبه جزیره کره در پیش گرفت. این گسترش شامل فتوحات نظامی متعدد و ادغام دولت ها و قبایل همسایه، از جمله اوکجه، دونگ یه و بقایای بویو بود. قدرت نظامی عامل مهمی در توانایی گوگوریو برای اعمال قدرت و ادغام جمعیت های متنوع در قلمرو خود ثابت شد. در کنار گسترش نظامی، دولت گوگوریو تحت سلطنت پادشاهان برجسته ای مانند تائجو و گوگوکچئون، فرآیند تحکیم داخلی را طی کرد. این حاکمان نقش کلیدی در تأسیس سلطنت موروثی و توسعه یک ساختار اداری متمرکزتر، از جمله تقسیم پادشاهی به پنج استان یا پو، که هر کدام توسط مقامات منصوب اداره می شدند، ایفا کردند. سلطنت گوانگ گائتو بزرگ (391-413 پس از میلاد) به طور گسترده ای به عنوان اوج قدرت گوگوریو در نظر گرفته می شود. در این دوره، کنترل ارضی گوگوریو بر مناطق وسیعی از شمال شرق آسیا، شامل شمال کره، بخش اعظم منچوری و بخش هایی از مغولستان داخلی گسترش یافت. نام دوره 'یونگناک'، به معنای 'شادی ابدی'، که در زمان سلطنت او ابداع شد، منعکس کننده قدرت و نفوذ بی سابقه پادشاهی است. این دوره احتمالاً شاهد گسترده ترین اعمال نفوذ سیاسی و فرهنگی گوگوریو در سراسر منطقه بوده است.
در طول تاریخ خود، گوگوریو در تعاملات پیچیده ای با همسایگان خود درگیر بود. این امپراتوری رقابت دائمی با پادشاهی های کوچکتر بکجه و شیلا برای سلطه بر شبه جزیره کره داشت.این رقابت شامل درگیری های نظامی مکرر و تغییر اتحادها بود که چشم انداز سیاسی منطقه را شکل می داد.گوگوریو همچنین روابط پیچیده و اغلب متغیری با سلسله های مختلف چینی داشت. این رابطه از دوره های تجارت فعال و تبادل فرهنگی، جایی که گوگوریو جنبه هایی از فرهنگ چینی را پذیرفت، تا دوره های درگیری نظامی شدید و پذیرش رسمی وضعیت خراجگزار متغیر بود. با وجود پذیرش برخی از شیوه های چینی، گوگوریو به طور مداوم استقلال خود را حفظ کرد و به شدت در برابر تلاش های سلطه چین مقاومت کرد و رویکردی ظریف به همسایه قدرتمند خود نشان داد. علاوه بر این، شواهد نشان می دهد که گوگوریو نفوذ فرهنگی بر ژاپن (وا) اعمال کرده و با آن تعامل داشته است و احتمالاً بودیسم و سبک های هنری را از طریق دریا منتقل کرده است. این نشان می دهد که دامنه نفوذ گوگوریو فراتر از شبه جزیره کره و منچوری گسترش یافته و آن را به یک نیروی فرهنگی مهم در شرق آسیا تبدیل کرده است. در قرن های 6 و 7 پس از میلاد، امپراتوری گوگوریو با افزایش درگیری های داخلی و فشارهای خارجی فزاینده، به ویژه از سوی سلسله های تازه متحد شده سویی و تانگ چین، مواجه شد. با وجود مقاومت شجاعانه و پیروزی های قابل توجه، مانند نبرد رودخانه سالسو در سال 612 پس از میلاد نبرد آنسی سئونگ در 645 میلادی ،نبرد ساسو در 662 میلادی ،این امپراتوری تا سپتامپر یا همان شهریور-مهر ماه 668 میلادی مقاومت کرد ولی به دلیل آشفتگی های شدید داخلی ناشی از خیانت و کشور فروشی از هم پاشید.

### فرایند گوگوریویی-سازی
فرآیند گوگوریویی-سازی از طریق عناصر و ویژگی های مختلفی آشکار شد. از نظر فرهنگی، گوگوریو به طور انتخابی جنبه هایی از فرهنگ چینی، از جمله سیستم نوشتاری، سکه هایی مانند سکه های ووزو، سبک های ادبی مانند شعر چینی و عناصر معماری، به ویژه در طراحی مقبره ها را اقتباس و تطبیق کرد. نقوش هنری، مانند صور فلکی و موجودات افسانه ای، نیز نفوذ چینی را نشان می دهند. با این حال، گوگوریو هویت فرهنگی متمایز خود را توسعه داد که با پویایی و ماهیت جهان وطنی آن مشخص می شد. این فرهنگ منحصر به فرد به وضوح در نقاشی های دیواری مقبره های پر زرق و برق به تصویر کشیده شده است که صحنه هایی از زندگی روزمره، اساطیر و مضامین بودایی را به تصویر می کشند. سبک های معماری متمایز برای قلعه ها، کاخ ها و مقبره ها بیشتر دستاوردهای فرهنگی گوگوریو را نشان می دهند. گوگوریو نقش مهمی در گسترش بودیسم به سایر پادشاهی های کره، به ویژه بائکجه در قرن چهارم پس از میلاد، ایفا کرد و به طور قابل توجهی بر باورهای مذهبی و بیان هنری آنها تأثیر گذاشت. شواهد همچنین نشان دهنده نفوذ آسیای مرکزی در موسیقی و هنرهای نمایشی گوگوریو است که احتمالاً از طریق مبادلات در امتداد جاده ابریشم تسهیل شده است و نشان دهنده شبکه گسترده تری از ارتباطات فرهنگی است.
- از نظر سیاسی و اداری، گوگوریویی-سازی شامل تکامل از یک کنفدراسیون قبیله ای به یک سلطنت متمرکز با سیستم جانشینی موروثی بود که اقتدار پادشاه را تقویت کرد. یک ساختار اداری پیچیده تأسیس شد که پادشاهی را به پنج استان (پو) تقسیم می کرد و یک سیستم رتبه بندی چهارده درجه ای برای مقامات دولتی اجرا می کرد که در آن تائ-دائرو (نخست وزیر) بالاترین مقام را داشت.[۴۴] این سیستم حکمرانی کارآمد و اجرای سیاست های دولتی در سراسر امپراتوری وسیع را تسهیل می کرد. اجرای سیستم جمع آوری خراج و مالیات از قبایل تحت سلطه و سرزمین های فتح شده یکی دیگر از جنبه های کلیدی گوگوریویی-سازی بود که آنها را در شبکه های اقتصادی و منابع گوگوریو ادغام می کرد. علاوه بر این، ساخت استراتژیک شهرهای مستحکم و قلعه های کوهستانی متعدد، مهارت های مهندسی پیشرفته را نشان می داد و به عنوان مراکز دفاعی و اداری حیاتی عمل می کرد و قدرت و کنترل گوگوریو را به نمایش می گذاشت.

- از نظر اجتماعی، جامعه گوگوریو با ساختار سلسله مراتبی مشخص می شد که در آن اشراف زمیندار که قدرت سیاسی و اداری قابل توجهی داشتند، مسلط بودند و وضعیت اجتماعی تا حد زیادی بر اساس تولد تعیین می شد. در زیر اشراف، رتبه های اجتماعی مختلفی وجود داشت، از جمله تائگا، سوگا، دهقانانی که زمین خود را کشت می کردند و در پایین ترین رتبه، بردگان و جنایتکاران قرار داشتند. این طبقه بندی اجتماعی احتمالاً بر الگوهای تبادل فرهنگی و میزان پذیرش هنجارهای گوگوریو توسط اقشار مختلف جامعه تأثیر گذاشت.

- از نظر نظامی، گوگوریویی-سازی بر پایه یک دولت بسیار نظامی با تأکید فراوان بر آموزش و مهارت نظامی استوار بود.[۴۵] ارتش قدرتمند گوگوریو نقش محوری در گسترش ارضی، دفاع در برابر تهدیدات خارجی و اعمال نفوذ بر مناطق همسایه ایفا کرد.[۴۶] لشکرکشی های نظامی موفق منجر به ادغام گروه های قومی متنوع تحت حکومت گوگوریو شد. این پادشاهی به دلیل فناوری نظامی پیشرفته و تکنیک های ساخت قلعه مشهور بود و از سنگ های خوش تراش و در هم قفل شده برای ساخت دیوارهای دفاعی بادوام استفاده می کرد که برای حفظ کنترل بر سرزمین های وسیع آن بسیار مهم بود.

### نمونه ها
چندین نمونه تاریخی فرآیند گوگوریویی-سازی را نشان می دهند. اسطوره های مشترک بنیانگذاری و حس نسب مشترک بین گوگوریو و پادشاهی بکجه، که هر دو ریشه های خود را در بویو می یابند، نشان دهنده یک قرابت فرهنگی اولیه است که ممکن است تعاملات بعدی را تسهیل کرده باشد. ادعای خاندان سلطنتی گوگوریو مبنی بر نسب از بویو نیز می توانست به حکومت آنها مشروعیت بخشد و ارتباطات با سایر گروه هایی که ادعای نسب بویو را داشتند، تقویت کند. از نظر اداری، سازماندهی مجدد پنج قبیله اولیه به مناطق تحت حکومت مرکزی (پو) تحت پادشاه تائجو، نمونه اولیه ای از ادغام گروه های متنوع در یک ساختار سیاسی متحدتر را نشان می دهد. انتصاب بعدی افسران و فرمانداران منطقه ای، اغلب با ارتباطات سلطنتی، برای اداره سرزمین های فتح شده و اجرای سیستم خراج، نمونه دیگری از سازوکارهای ادغام سیاسی و اقتصادی است. از نظر فرهنگی، انتقال بودیسم از گوگوریو به بکجه و احتمالاً شیلا، گسترش نفوذ ایدئولوژیک گوگوریو را نشان می دهد. علاوه بر این، پس از سقوط گوگوریو، تأسیس پادشاهی بالهه توسط پناهندگان گوگوریو، که آگاهانه آداب و رسوم و ساختارهای اداری گوگوریو را پذیرفتند، نمونه قدرتمندی از میراث ماندگار هویت گوگوریو و نفوذ مستمر آن در منطقه است.

### تفاسیر علمی
تفاسیر علمی از گوگوریویی-سازی بسته به دیدگاه متفاوت است. تاریخ نگاری ملی گرایانه کره به شدت بر هویت کره ای گوگوریو و نقش حیاتی آن در شکل گیری تاریخ و هویت ملی کره تأکید دارد. از این دیدگاه، نفوذ گوگوریو به عنوان گسترش طبیعی فرهنگ و قدرت کره در سراسر منطقه تلقی می شود. در مقابل، تاریخ نگاری چینی به طور فزاینده و خصمانه ای گوگوریو را به عنوان یک رژیم قومی منطقه ای در چارچوب گسترده تر تاریخ چین به تصویر کشیده و بر موقعیت جغرافیایی آن در منچوری و تعاملات آن با سلسله های چینی تأکید می کند(که این بیشتر به دلیل فشار هایی است که گوگوریو به سلسله های متعدد چینی آورده است.) این دیدگاه اغلب بر رابطه خراجگزار گوگوریو با چین و ماهیت چند قومی تمدن چین تأکید می کند. فراتر از این دیدگاه های ملی گرایانه، مجموعه قابل توجهی از تحقیقات دانشگاهی تجزیه و تحلیل های مفصلی از تاریخ اجتماعی-سیاسی، باستان شناسی، زبان و هنر گوگوریو ارائه می دهد. این آثار علمی بینش های ظریفی در مورد پیچیدگی های تعامل فرهنگی و ادغام سیاسی ارائه می دهند و به درک جامع تری از گوگوریو-سازی کمک می کنند. به عنوان مثال، مطالعات بر روی نقاشی های دیواری مقبره های گوگوریو سبک هنری منحصر به فرد این پادشاهی را نشان می دهد که از طریق پذیرش و تطبیق نفوذهای خارجی تکامل یافته و نمونه خاصی از گوگوریو-سازی در عرصه هنر را به نمایش می گذارد.

### پیامد ها و میراث
پیامدها و میراث گوگوریویی-سازی بسیار گسترده است.امپراتوری گوگوریو تأثیر قابل توجه و ماندگاری بر چشم انداز فرهنگی شبه جزیره کره و بخش هایی از منچوری گذاشت. دستاوردهای فرهنگی آن در هنر، معماری و مذهب عمیقاً بر توسعه فرهنگ های بعدی کره تأثیر گذاشت. گوگوریو نقش مهمی در شکل گیری هویت متمایز کره ای ایفا کرد و به نمادی از قدرت، استقلال و مقاومت در برابر تجاوز خارجی تبدیل شد، خاطره ای که همچنان در آگاهی ملی کره طنین انداز است. قابل توجه است که خود نام "کره" از "گوریو" گرفته شده است، سلسله ای بعدی که آشکارا خود را جانشین گوگوریو می دانست، که بر اهمیت تاریخی پایدار نسبت داده شده به این پادشاهی باستانی تأکید می کند. با این حال، تاریخ و میراث گوگوریو، از جمله تفسیر نفوذ فرهنگی و سیاسی آن، همچنان موضوع اختلاف نظر علمی و سیاسی قابل توجهی بین چین و کره است. این اختلافات جاری منعکس کننده روایت های ملی متفاوت و برجسته کننده تعامل پیچیده بین تاریخ، هویت ملی و ملاحظات ژئوپلیتیکی معاصر در شرق آسیا است.
گوگوریویی سازی با همگرایی فرهنگی مشخص می شد، جایی که گوگوریو به طور انتخابی عناصر خارجی را پذیرفت و تطبیق داد در حالی که هویت منحصر به فرد خود را حفظ می کرد. قدرت نظامی به عنوان کاتالیزور اصلی برای گسترش و انتشار متعاقب نفوذ گوگوریو عمل کرد. توسعه یک اقتدار متمرکز و یک سیستم اداری پیچیده برای حکومت بر یک قلمرو متنوع و اجرای سیاست های متحد کننده بسیار مهم بود. با وجود سقوط نهایی، امپراتوری گوگوریو میراثی ماندگار بر جای گذاشت و به طور قابل توجهی هویت کره ای را شکل داد و حتی نام ملت مدرن را فراهم کرد. با این حال، تفسیر تاریخ گوگوریو و نفوذ آن همچنان موضوع بحث و جدل است که منعکس کننده رابطه پیچیده بین روایت های تاریخی و هویت های ملی معاصر در شمال شرق آسیا است. تحقیقات بیشتر می تواند به بررسی تطبیقی گوگوریو-سازی با پدیده های مشابه در سایر امپراتوری های باستانی بپردازد تا الگوهای مشترک و ویژگی های منحصر به فرد رویکرد گوگوریو به ادغام و نفوذ را شناسایی کند.

## جورچن ها
هر دو گوریو و اوایل چوسون پادشاهان مبارزه با و علیه گروه های مختلف از جورچن ها. سجونگ کبیر کره ای ها را از کره جنوبی در منطقه مرزی شمالی خود اسکان داد. جورچن ها در چوسون تشویق شدند تا با کره ای ها ازدواج کنند.

## کره ای سازی مدرن
با افزایش علاقه به کره و فرهنگ عامه اطراف آن، کره ای شدن به طرق مختلف در دنیای مدرن رخ می دهد. اغلب زمانی آشکار می شود که افراد ناخودآگاه عناصر کره ای را در زندگی خود می گنجانند. این می تواند شامل، اما نه محدود به، تنظیمات در لباس، مو، آرایش و رفتار برای همسویی با هنجارهای فرهنگی کره باشد.